# School Wars: Hero
School Wars: Hero (スクール・ウォーズ／ＨＥＲＯ 'sukūru wōzu hero'?) es una película de 2004 dirigida por el director de cine japonés Ikuo Sekimoto.
Ambientada a mediados de la década de los 70, la película se basa en la historia real de Yoshiharu Yamaguchi, un profesor y antiguo jugador internacional de la rugby union, quien transformó un instituto de Kioto, al prestarle especial atención a su equipo de rugby, en el cual se encontraban los estudiantes más perjudiciales entre sus miembros. 

## Argumento
Yamagami (Shōei), es un profesor que anteriormente había jugado para el equipo nacional de la rugby union japonesa en la década de los 60. El director del Fushimi Daiichi Kogyo High School (Kōtarō Satomi), que sufre graves problemas de disciplina, le persuade para que se una al profesorado, esperando que tenga la fuerza suficiente para transformar el instituto. 
Al principio, los estudiantes le gritan y le agreden físciamente a él y a los demás profesores, y él se deprime mucho. Pero después de que se mujer le anime (Emi Wakui), niega darse por vencido con los estudiantes, y dobla sus esfuerzos, ganándose a los miembros del profesorado anteriormente escépticos. El estado del instituto mejora gradualmente. 
El director le nombra entrenador del equipo de rugby. Él intenta persuadir a los estudiantes delincuentes pero fuertes de que se unan al equipo, ganándose primer a Arai (Tomohisa Yuge), y luego a Shingo (Katsuya Kobayashi), conocido como el peor alborotador de Kioto.
El equipo de rugby pierde su primer partido 112-0, pero la experiencia les mtiva para comprometerse plenamente con el equipo, y hacer lo que sea necesario para convertirse en el mejor equipo. Después de un intenso entrenamiento, durante el cual los miembros del equipo se unen y abandonan sus bandas, ganan el torneo de rugby Prefectura de Kioto de 1976.